# Þorkell Þorgrímsson
Þorkell krafla Þorgrímsson (Thorkel Thorgrimsson, 970-1013) fue un caudillo vikingo de Vatnsdalur en Islandia. Era hijo de un goði de la región, Þorgrímr Hallormsson, y es un personaje secundario de la saga Vatnsdœla. Se casó con Vigdís Ólafsdóttir (n. 977) y de esa relación nacieron dos hijos: Þorsteinn Þorkelsson y Arnór Þorkelsson (n. 1000).